# Alando
Alando (en cors Àlandu) és un municipi francès, situat a la regió de Còrsega, al departament d'Alta Còrsega. L'any 1999 tenia 23 habitants.

## Demografia
| 1962 | 1968 | 1975 | 1982 | 1990 | 1999 |
| ---- | ---- | ---- | ---- | ---- | ---- |
| 50   | 51   | 42   | 38   | 15   | 23   |

## Administració
| Període | Identitat      | Partit | Qualitat |  |
| ------- | -------------- | ------ | -------- |  |
| 2001-   | Jean Defendini |        |          |  |

## Personatges il·lustres
- Sambucucciu d'Alandu